# Liu Cung-jüan
Liu Cung-jüan (kínaiul: 柳宗元; pinjin (pinyin) hangsúlyjelekkel: Liǔ Zōngyuán; magyar népszerű: Liu Cung-jüan; adott neve: Liu Ce-hou (Liu Zihou) 柳子厚; Jungcsi (Yongji) 永濟 / 永济, Sanhszi (Shanhszi) tartomány, 773. – Liucsou (Liuzhou) 柳州, Kuanghszi (Guangxi) tartomány, 819. november 28.) kínai író, költő. Tehetségére már fiatalkorában felfigyeltek elismert irodalmi tekintélyek, vezető személyiségek, akik pártfogásukba vették. Hivatali pályára lépett, s politikai elvei mellett szilárdan kitartott. 806 után, amikor pártfogója, Vang Su-ven (Wang Shuwen) főminiszter, akivel együtt a birodalom jólétének emelésére törekedett, megbukott, őt is száműzték a délvidékre hivatalnoknak, előbb Jungcsou (Yongzhou)ba 永州 (Hunan tartomány), majd Liucsou (Liuzhou)ba. Barátjával, Han Jü (Han Yu)vel együtt az úgy nevezett ku-ven (guwen)-mozgalom megindítója volt. Költőként is számon tartják, de nevezetesebbek politikai szatírái és esszéstílusban írt hangulatos tájleírásai.

## Élete és munkássága
Liu Cung-jüan (Liu Zongyuan) a Tang-kori Kína fővárosától nem messze lévő kisvárosban született 773-ban. Apja írástudó hivatalnok volt, de csak kisebb tisztségekig jutott, melynek oka állítólag a puritánsága volt volt. A fiút anyja nevelte, később is ő felügyelte tanulmányait a mestereknél. A fiú már tizenhárom éves korában figyelmet keltő írásokat írt: mesterei elismerték tehetségét és nagyra értékelték. Aránylag fiatalon tette le a fővárosban a második fokozat vizsgáit, amikkel csinsi (jinshi) rangot és húszéves korában állást kapott a császári könyvtárban. Harmincegy éves korában császári cenzor lett közvetlenül a császár környezetében. A tudós hivatalnokok körében a viszonylag fiatal tudósnak esszéi és költeményei korán megalapozták rangját. Annál is inkább, mert írásaival a kor legtekintélyesebb írástudója, az ugyancsak magas hivatalban lévő Han Jü (Han Yu) (768-824) eszméi és reformtörekvései hívének bizonyult. Han Jü (Han Yu) a túldíszített korabeli stílusminta helyett a régi irodalom (ku-ven (guwen)), azaz a Han-kori írásművészet normáit helyezte vissza jogaiba, s annak egyszerű, sallangmentes stílusát követte.

A régi írásművészet hívei azonban egy fiatalabb írástudó hivatalnok vezetésével politikai reformokat is igényeltek. Vang Su-ven (Wang Shuwen) 王叔文 (753-806) vezetésével be is jutottak a hatalomban, amikor Tö-cung (Dezong) császár elhunyt, s a trónörökös, Szun-cung (Sunzong) követte őt a trónon, Liu Cung-jüan (Liu Zongyuan) a Szertartások Főhivatalának „titkára” lett, s a mozgalom többi tagja is magas hivatalokba került. Reformjaikat a lakosság örömmel fogadta, hiszen a birodalom kíméletlen adóit enyhítették, a hadsereg és az eunuchok hatalmát nyirbálták meg. Hat hónapig tartott a reformerek uralma: a régi hatalom hívei lemondatták a betegeskedő császárt, s az eunuchok újat ültettek a trónra 806-ban. Néhány fő reformer életével lakolt, Liu Cung-jüan (Liu Zongyuan) száműzetéssel bűnhődött: „áthelyezték” délre, egy kisvárosba (a fővárostól kb. 2000 km-re) „helyettes elöljáró” rangban. A korban „nyolc alprefektus” néven emlegették őt és társait, akik ugyanebben a büntetésben részesültek.
Jungcsou, ahol Liu Cung-jüan (Liu Zongyuan) közel tíz esztendőt töltött (a mai Hunan tartomány Lingling városkája), nemcsak távol van a fővárostól, hanem meglehetősen vad vidék ekkoriban: a hanok mindössze két-háromszáz éve telepedtek meg itt tömegesen, s akkor is inkább a folyók termékeny völgyeiben, ahol fejlett agrotechnikájukkal hamarosan meggyökereztek, míg az őslakosok - kevert etnikumú, többnyire délről származó, primitív életmódú törzsek - a hegyek közé húzódtak. Liu Cung-jüan (Liu Zongyuan) írásaiban megemlékezik ilyen, különös erkölcsű barbárokról is, de közelebbi kapcsolatba nem került velük. A városka és környéke lett élete és írásművészete utolsó másfél évtizedének színhelye - és témája. Írásművészete itt érik teljessé, ekkor ismeri meg közelebbről a parasztok életét s nyomorúságát, és ekkor fedezi föl a környék tájait, természeti szépségeit. Megvásárol magának egy elhanyagolt birtokot, s a festői környezetben csak a természet élvezetének és az írásnak él. Eredeti felfogásának szellemében, egyszerű, de erőteljes, tömör, de szemléletes nyelven írja esszéit. Persze a száműzött fájdalma is megszólal: Száműzetés (Li szao (Li sao)) versciklus címével is Csü Jüan (Qu Yuan), a nagy ókori költőt és sorsát, a száműzetést idézi. De ez talán csak afféle illendőségből, írástudói konvencióból született önsajnálat.

Élete hátralevő részében a délvidéken maradt száműzetésben, ahol egy nevét viselő városka hivatalnokaként (úgy emlegették ettől fogva: Liu Liucsou (Liuzhou)ból), békésen írogatott. Itt halt meg 819. november 28-án, ám jelentős életművét hagyott hátra. Az utókor nagyra becsülte, s a modern irodalomtörténet is a legkiválóbb Tang-kori irodalmárok közé sorolja. A Csing (Qing)-korban összeállított híres antológiában, A Tang-kor háromszáz versében öt költeménye kapott helyet.

## Magyarul
- Liu Cung-jüan: Megszeretem a száműzetést; ford. Ecsedy Ildikó et al., előszó Miklós Pál; Terebess, Bp., 1997